# Patxi Biskert Manterola
Patxi Biskert Manterola (Zizurkil, Guipúscoa, 19 de setembre de 1952) és un actor basc.

## Biografia
Va néixer el 19 de setembre de 1952 en un caseriu de la localitat guipuscoana de Zizurkil en el País Basc (Espanya) on va passar la seva infància. Als 14 anys es trasllada al costat de la seva família a Eibar on comença a treballar en una fàbrica metal·lúrgica. Quan tenia 18 anys la fàbrica es trasllada a Vitòria i Patxi s'instal·la en la capital alabesa.
Participa activament com sindicalista i es fa membre d'ETA político-militar. Detingut en 1972, va passar tres anys en la presó, de la qual va sortir en 1975. Va participar en l'organització de la fuga de Segòvia.
En 1981, els productors de la pel·lícula La fuga de Segovia d'Imanol Uribe, que narra la fugida real d'un grup de presos de ETA en 1976, li van oferir un dels papers protagonistes, ja que Bisquert havia col·laborat en l'organització de la fugida. D'aquesta manera, Patxi Bisquert, que no havia tingut fins llavors relació amb el cinema, va començar una carrera d'actor, que va compaginar amb la seva vocació inicial, vinculada amb el món del caseriu basc, encara que actualment resideix en un entorn rural gallec en plana Ribeira Sacra ourensana.
Després d'aquest primer paper, va actuar a La conquista de Albania d'Alfonso Ungría (1983) i Akelarre, de Pedro Olea (1984). La seva consagració com a actor li arribaria aquest mateix any amb el seu paper protagonista a Tasio, de Montxo Armendáriz, pel que fou candidat al Fotogramas de Plata al millor actor de cinema. En total ha participat en una trentena de pel·lícules.

## Filmografia
- Migas de pan (2016)
- Celda 211 (2009)
- Bosque de sombras (2006)
- Silencio roto (2001)
- Sarabe (1999)
- Patesnak, un cuento de Navidad (1998)
- Suerte (1997)
- Agurra (1996)
- La jugada (1993)
- Offeko maitasuna (1992)
- Havanera 1820 (1992)
- La teranyina (1990)
- Ke arteko egunak (1990)
- El anónimo... ¡vaya papelón! (1990)
- Sauna (1990)
- La punyalada (1990)
- Freebel (1990)
- El acto (1989)
- Gran Sol (1989)
- Un negro con un saxo (1989)
- La beca (1989)
- El Dorado (1988)
- Kareletik (1987)
- El amor de ahora (1987)
- Ehun metro (1986)
- Petit casino (1986)
- Golfo de Vizcaya (1985)
- Caso cerrado (1985)
- Tasio (1984)
- Akelarre (1984)
- La conquista de Albania (1984)
- La fuga de Segovia (1981)